# Harz-Armhaarmoos

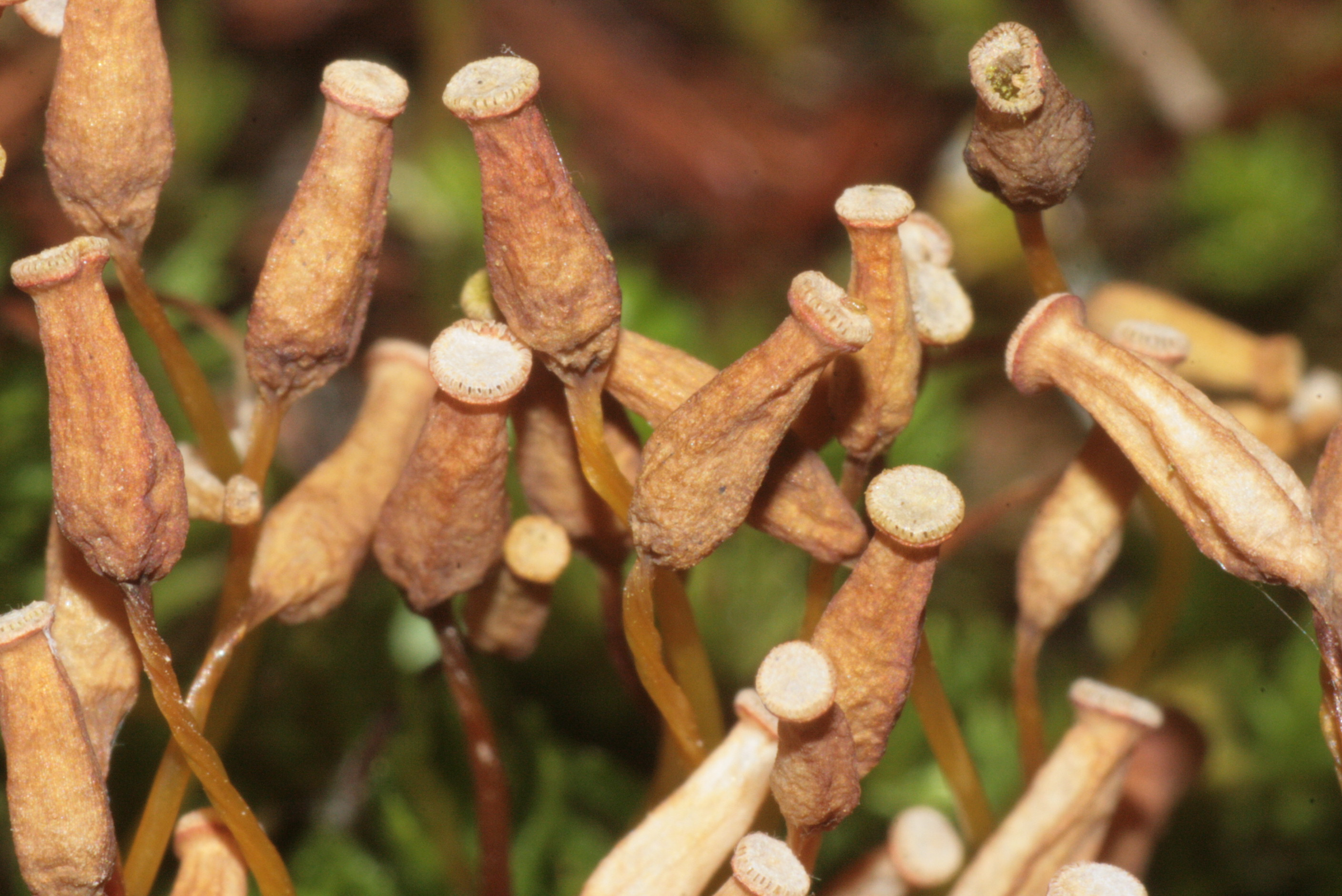
Sporenkapseln

Das Harz-Armhaarmoos (Oligotrichum hercynicum) ist eine Laubmoos-Art aus der Familie Polytrichaceae oder Haarmützenmoose. In Europa ist es die einzige vorkommende Art der Gattung Oligotrichum. Synonyme sind Oligotrichum incurvum (Brid.) Lindb. sowie Polytrichum hercynicum Hedw.

## Merkmale
Diese Moosart bildet lockere, gelblichgrüne bis grüne, 2 bis 3 Zentimeter hohe Rasen. Die Blätter der starren Stämmchen sind im unteren Teil schuppenförmig, nach oben hin allmählich größer und etwa 3 bis 4 Millimeter lang, lanzettlich, ungesäumt, an der Basis kaum scheidig, feucht aufrecht abstehend und einwärts gebogen, trocken anliegend und fast hakig eingekrümmt. Die Blattränder sind im unteren Teil flach und schwach gezähnelt, gegen die Spitze eingebogen und entfernt kerbig gesägt. Die Blattrippe tritt als kleine Stachelspitze aus der Blattspitze aus. Sie ist auf beiden Seiten mit geschlängelten und gezähnten Lamellen besetzt: auf der Oberseite (Ventralseite) sind es bis zu 12 Lamellen, die bis 12 Zellen hoch sind; an der Unterseite (Dorsalseite) 2 bis 4 Lamellen, diese sind nur wenige Zellen hoch. Die dickwandigen Blattzellen sind an der Basis kurz-rechteckig, im oberen Blattteil rundlich-quadratisch, oft etwas breiter als lang und um 14 µm groß.
Das Harz-Armhaarmoos ist diözisch. Sporenkapseln werden nicht selten ausgebildet. Die Seta ist bis 3 Zentimeter lang und trägt die wenig geneigte bis aufrechte Kapsel. Diese ist unter der Mündung eingeschnürt, im frischen Zustand rund, trocken längsfurchig. Der Kapseldeckel ist kegelig zugespitzt bis kurz geschnäbelt, die Kalyptra kappenförmig und mit wenigen aufrechten Haaren besetzt. Sporen sind 10 bis 15 µm groß, gelblichgrün und glatt. Sporenreifezeit ist im Sommer.

## Ökologie und Verbreitung
Das Moos wächst an sonnigen bis schattigen, sauren, kalkfreien, frischen bis mäßig feuchten Standorten auf sandigen, sandig-lehmigen und kiesigen Böden, an Böschungen, entlang von Forststraßen und auf unbefestigten Waldwegen, gern auch an neu entstandenen offenen Erdstellen. 
Es ist in erster Linie ein Gebirgsmoos und kommt zerstreut bis verbreitet von Mittelgebirgslagen bis in alpine Regionen vor, in Europa vor allem in Nordeuropa und in den Alpen. Teilweise gibt es jedoch auch Vorkommen in Tieflagen, wie in der norddeutschen Ebene. Weltweit gibt es Vorkommen in Europa, auf Island, Grönland und in Nordamerika.